# Koontz Lake
Koontz Lake és una concentració de població designada pel cens dels Estats Units a l'estat d'Indiana. Segons el cens del 2000 tenia 1.554 habitants.

## Demografia
Segons el cens del 2000, Koontz Lake tenia 1.554 habitants, 652 habitatges, i 449 famílies. La densitat de població era de 177 habitants/km².
Dels 652 habitatges en un 26,7% hi vivien nens de menys de 18 anys, en un 56,6% hi vivien parelles casades, en un 8,4% dones solteres, i en un 31% no eren unitats familiars. En el 26,5% dels habitatges hi vivien persones soles el 13,3% de les quals corresponia a persones de 65 anys o més que vivien soles. El nombre mitjà de persones vivint en cada habitatge era de 2,38 i el nombre mitjà de persones que vivien en cada família era de 2,85.
Per edats la població es repartia de la següent manera: un 21,6% tenia menys de 18 anys, un 7,7% entre 18 i 24, un 25,7% entre 25 i 44, un 27% de 45 a 60 i un 18% 65 anys o més.
L'edat mediana era de 41 anys. Per cada 100 dones de 18 o més anys hi havia 94,1 homes.
La renda mediana per habitatge era de 37.137$ i la renda mediana per família de 45.114$. Els homes tenien una renda mediana de 35.388$ mentre que les dones 21.563$. La renda per capita de la població era de 21.429$. Entorn del 6,7% de les famílies i el 7,7% de la població estaven per davall del llindar de pobresa.

## Poblacions més properes
El següent diagrama mostra les poblacions més properes.